# Sint-Gertrudiskerk (Oirlo)
De Sint-Gertrudiskerk is de parochiekerk van Nederlands-Limburgse plaats Oirlo, gelegen aan Hoofdstraat 23. De kerk is een basilicaal georiënteerd kerkgebouw met toren, doopkapel en sacristie, dat aansluit op een gerestaureerd 15e-eeuws koor.

## Geschiedenis
Reeds omstreeks 1300 was er sprake van een kerk in Oirlo. Deze had een romaanse toren en in 1926 werden ook resten van een romaans koor aangetroffen. Begin 15e eeuw werden het romaanse koor en middenschip afgebroken en vervangen door een koor en een eenbeukig schip in gotische stijl. Gedurende de jaren 30 van de 20e eeuw werden de zijbeuken aangebouwd. Op 22 november 1944 werd de toren door de zich terugtrekkende bezetter opgeblazen. Daarbij werd ook het schip verwoest, maar het koor bleef vrijwel intact.
Na de oorlog werd het koor gerestaureerd en daartegenaan werd een nieuwe kerk gebouwd. Jules Kayser was de architect. De nieuwe kerk staat niet geheel symmetrisch ten opzichte van het koor. In 1951 kwam de kerk gereed en de toren werd pas na 1958 voltooid.
Sinds 1970 staat de kerk als rijksmonument ingeschreven in het monumentenregister.

## Gebouw
Het laatgotisch koor is 15e-eeuws. De basilicale bakstenen kerk is in traditionalistische nieuwbouw met vrij strakke vormgeving. Elementen uit de gotiek zijn meegenomen, vooral in het interieur. De vensters doen denken aan wederopbouwarchitectuur.
De kerk bezit enkele laatgotische beelden waaronder een kruisbeeld waarvan het kruis nog origineel is. Naast de kerk ligt een kerkhof, dat nog enkele 17e-eeuwse grafkruisen bevat. In de klokkentoren hangt onder meer een klok uit 1526, gegoten door A. Hachman.

## Orgel
In 1944 ging het in de kerk aanwezige orgel verloren. Het huidige tweemanuaals orgel is gebouwd door Verschueren Orgelbouw in 1960.

## Foto's

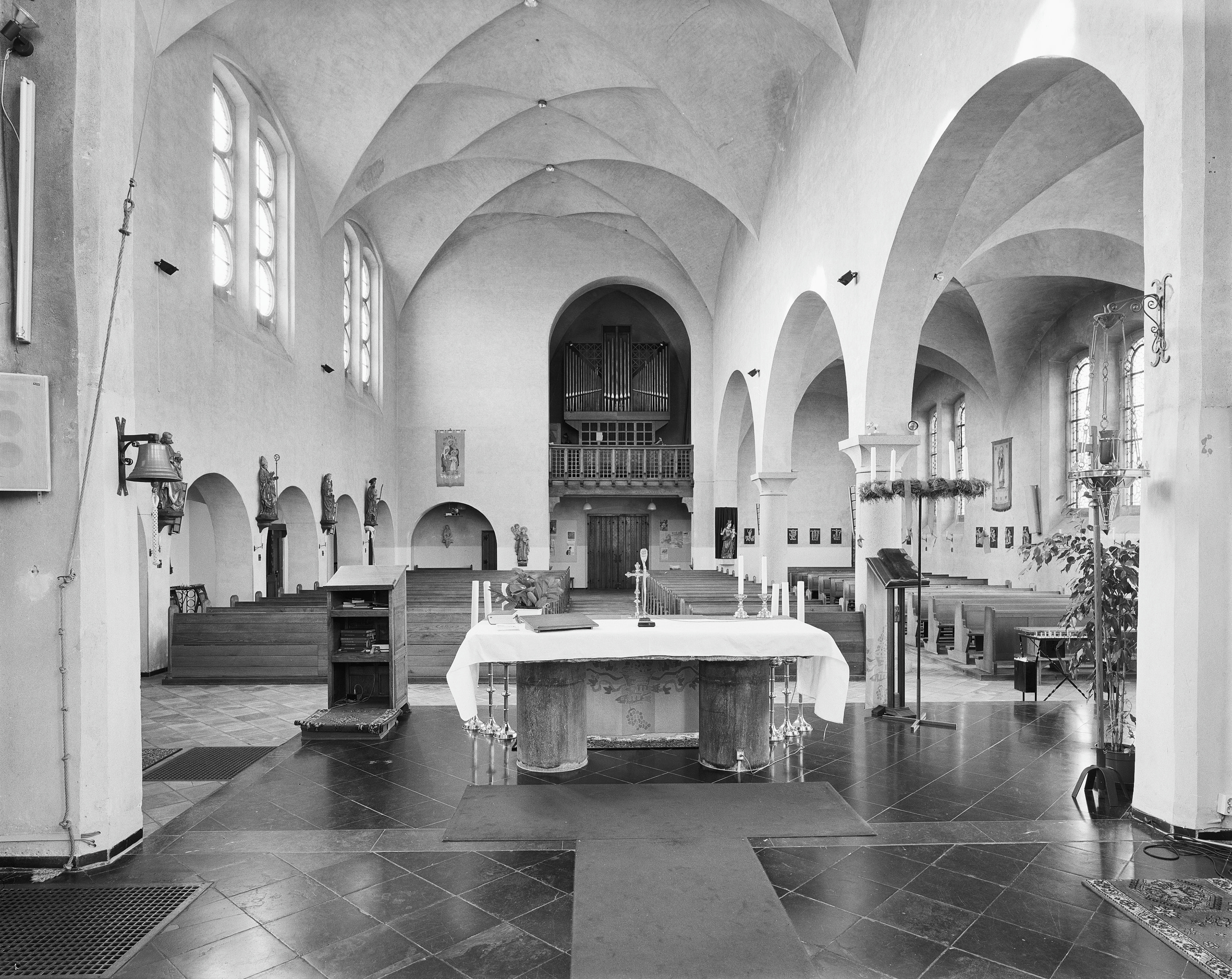
Interieur
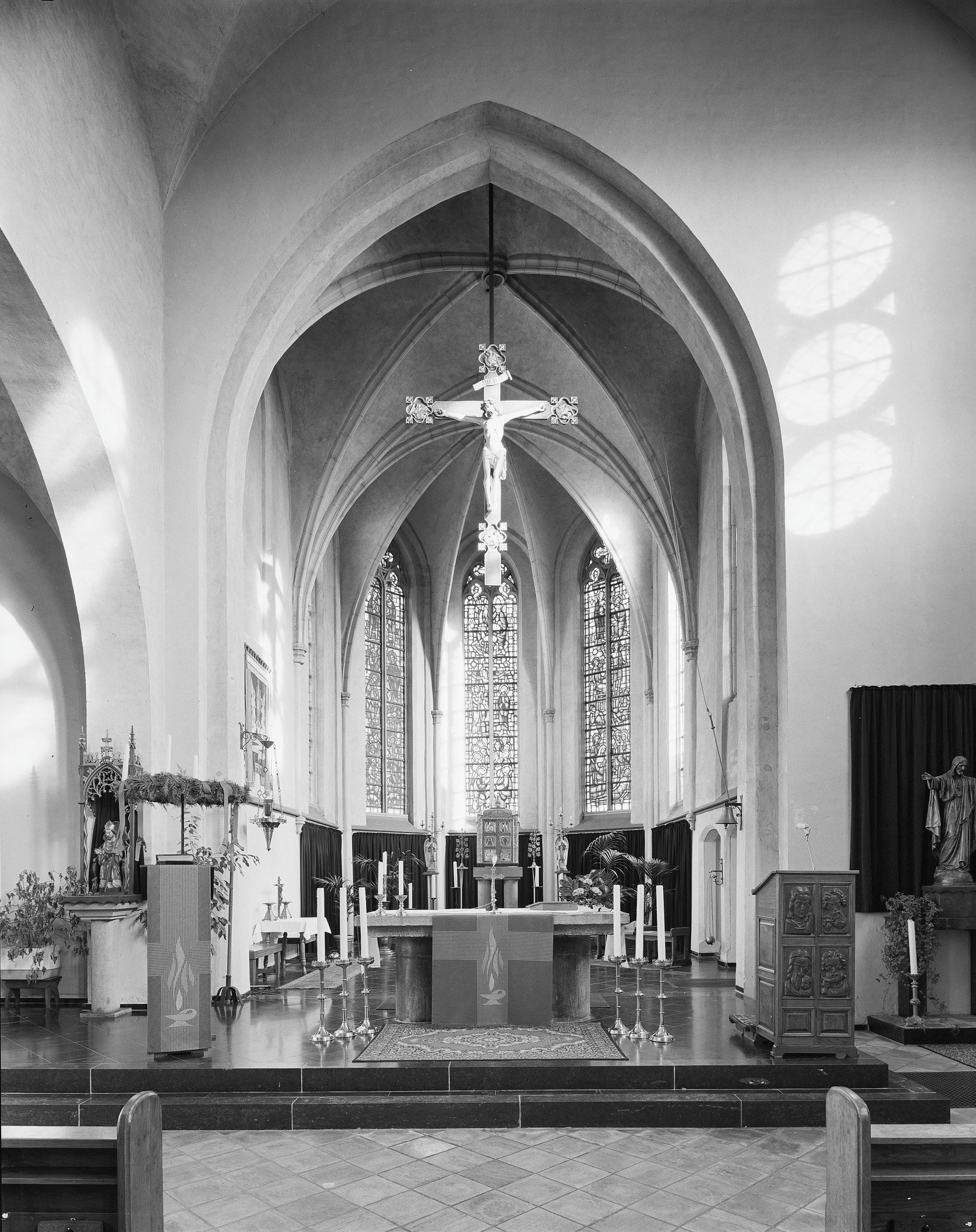
Hoofdaltaar
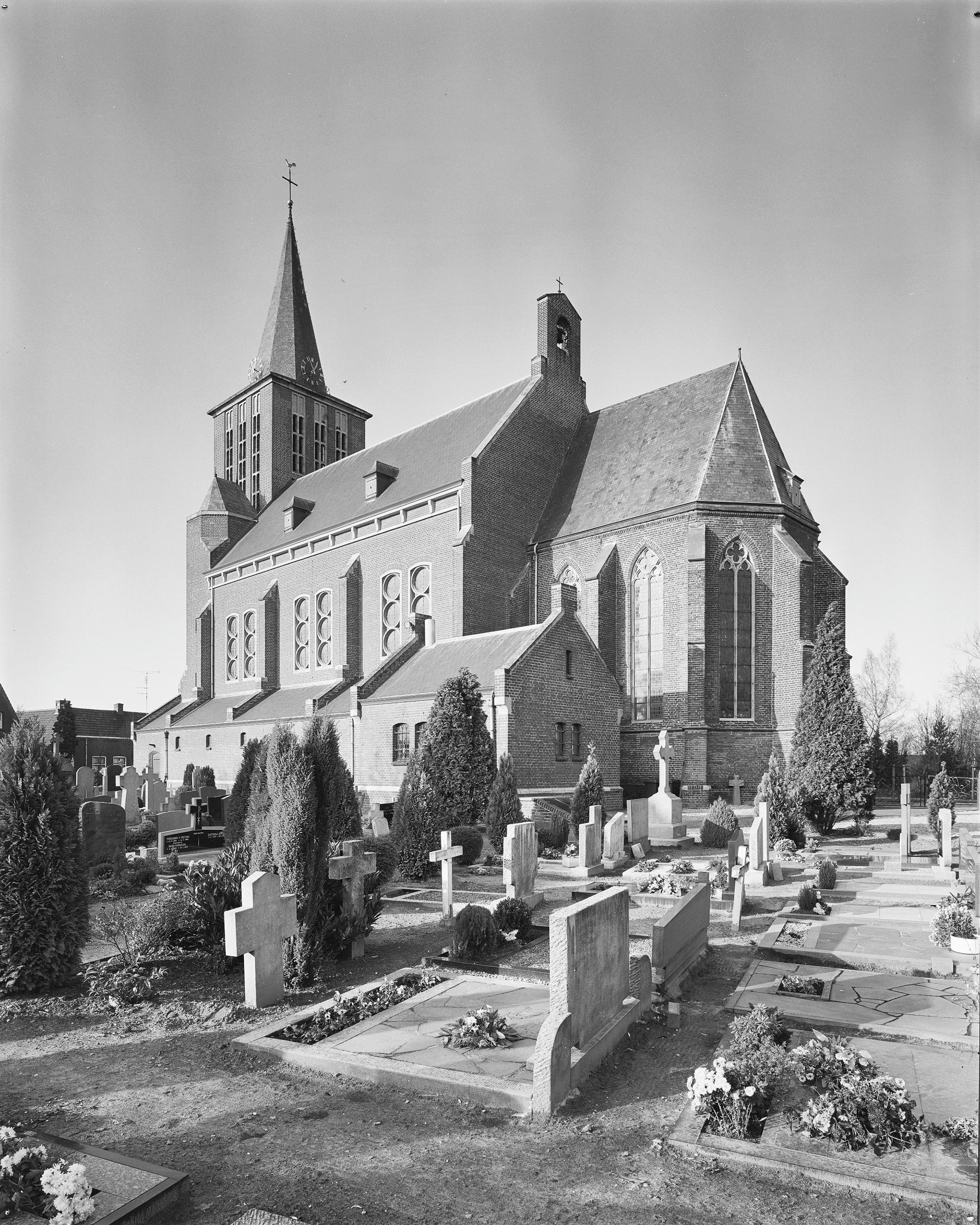
Kerkhof